# マイ・フェアリー・キング
「マイ・フェアリー・キング」（My Fairy King）は、クイーンの楽曲で、1973年発表のアルバム『戦慄の王女』に収録されている。作曲・作詞共にフレディ・マーキュリーが手掛けた。

## 概要
この曲は、フレディが子供の頃に想像したファンタジー世界である"Rhye"について書かれたもので、この名前は2ndアルバム『クイーン II』に収録された「輝ける7つの海」、3rdアルバム『シアー・ハート・アタック』に収録された「谷間のゆり」にも登場する。
曲はバンドがスタジオにいる間に書かれたもので、多くのボーカルのオーバーダビングされたハーモニーが含まれており、フレディはそれを好んでいた。テイラーはまた、ボーカルのスキルを発揮し、高音を担当した。この手法は後に多くのクイーンの歌、特に「ボヘミアン・ラプソディ」で使用された。フレディは、ロバート・ブラウニングの詩「ハーメルンの笛吹き男」からいくつかの文を歌詞に引用した。
当時、フレディは「フレディ・バルサラ」と呼ばれていたが、この歌の中の「Mother Mercury, look what they've done to me」という歌詞を引用して「フレディ・マーキュリー」に改名した。これはフレディがかつて述べたように、ステージでのペルソナを分離しようとする試みだった。

## 担当
- フレディ・マーキュリー – リード・ボーカル、 バッキング・ボーカル、 ピアノ
- ブライアン・メイ – アコースティックおよびエレクトリック・ギター
- ロジャー・テイラー – ドラム 、バッキング・ボーカル
- ジョン・ディーコン – ベースギター